# 宮地岳站
33°46′40.5″N 130°28′39.5″E / 33.777917°N 130.477639°E

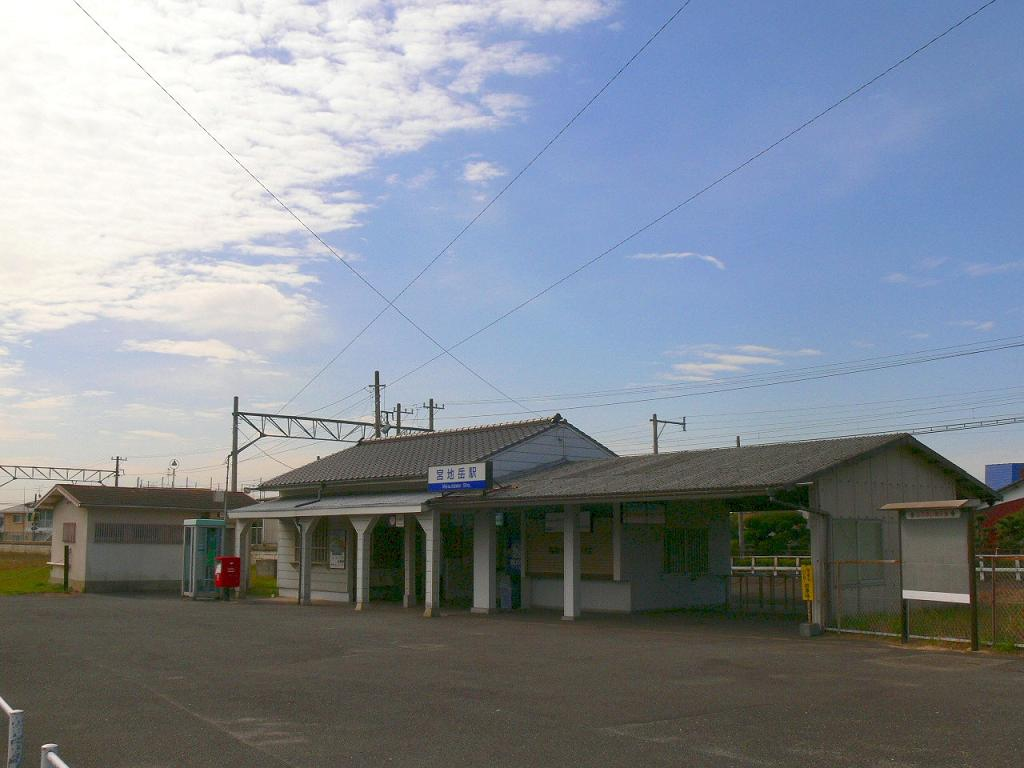
宮地岳站 (2007年3月2日)

宮地岳站是曾經存在於福岡縣福津市宮司、屬於西日本鐵道宮地岳線的廢站。1925年7月1日啟用，至2007年4月1日廢止。

## 外部連結
- . 西日本鉄道株式会社. （原始内容存档于2021-09-27） （日语）.